# ХАШК (футбольный клуб, 1903)
ХАШК (хорв. HAŠK) — бывший хорватский футбольный клуб из города Загреб, двукратный чемпион Независимого государства Хорватия, чемпион и обладатель Кубка Королевства Югославия.

## История
Клуб основан 6 ноября 1903 года группой студентов загребского университета. Первоначально в клубе существовали секции фехтования, фигурного катания, лыжных гонок и стрельбы, футбольная секция появилась в клубе в 1904 году, а первый матч команда сыграла 16 октября 1906 года. В 1912 году ХАШК стал чемпионом первого (и единственного на долгие годы) чемпионата Хорватии. С 1927 по 1940 годы клуб выступал в чемпионате Королевства Югославии, а в сезоне 1937/38 стал его победителем. После второй мировой войны клуб, как и его основные соперники клубы «Граждянски» и «Конкордия», был распущен и на основе этих клубов был создан клуб «Динамо». В 1990 году был создан новый клуб ХАШК, который позиционирует себя как преемник оригинального клуба и в настоящий момент выступает во второй лиге Хорватии.  

## Достижения
- Чемпионат Королевства Югославия
  - Чемпион: 1937/38
- Чемпионат независимой Хорватии
  - Чемпион: 1912, 1944
  - Вице-чемпион (2): 1940/41, 1943
- Кубок Королевства Югославия
  - Победитель: 1923